# Transformata Fourier
În matematică transformata Fourier (numită astfel după matematicianul și fizicianul Joseph Fourier) este o operație care se aplică unei funcții complexe și produce o altă funcție complexă care conține aceeași informație ca funcția originală, dar reorganizată după frecvențele componente. De exemplu, dacă funcția inițială este un semnal dependent de timp, transformata sa Fourier descompune semnalul după frecvență și produce un spectru al acestuia. Același efect se obține dacă funcția inițială are ca argument poziția într-un spațiu uni- sau multidimensional, caz în care transformata Fourier relevă spectrul uni- sau multidimensional al frecvențelor spațiale care alcătuiesc funcția de intrare.

## Definiție
Există mai multe formule pentru calculul transformatei Fourier, care diferă între ele prin amplitudinea rezultatului, scalarea sau semnul frecvenței. Una din formulele cele mai utilizate este:
{\displaystyle F(\xi )=\int _{-\infty }^{\infty }f(x)\ e^{-2\pi ix\xi }\,dx}
În anumite condiții din transformata Fourier se poate recupera complet funcția inițială aplicînd transformata Fourier inversă:
{\displaystyle f(x)=\int _{-\infty }^{\infty }F(\xi )\ e^{2\pi ix\xi }\,d\xi }
Din punct de vedere conceptual argumentul ξ reprezintă o frecvență, în timp ce x reprezintă o dimensiune (temporală sau spațială).
Transformata Fourier a funcției f se poate nota simbolic {\displaystyle F={\mathcal {F}}\{f\}} sau F = TF(ƒ).
Această capacitate a transformatei Fourier de reorganizare a informației după frecvențe (temporale, spațiale sau de alt fel) este extrem de utilă în prelucrarea semnalelor de diverse tipuri, la înțelegerea proprietăților unui mare număr de sisteme fizice, la rezolvarea unor ecuații și în alte domenii științifice teoretice și aplicate.
În multe cazuri este posibil să definim transformata Fourier în funcție de mai multe variabile, fiind importantă în fizică la studiul formei undelor și optică.  De asemenea este posibil să generăm transformata Fourier pe structuri discrete, precum grupurile finite, și un calculul eficient care, prin transformata Fourier rapidă, este esențial în calculele de mare viteză.

## Introducere
Motivul folosirii transformatei Fourier vine de la studiul seriilor Fourier. Prin studiul acestor serii, funcții periodice complicate sunt scrise ca simple sume de unde matematice reprezentate prin funcțiile sinus și cosinus. Datorită proprietăților acestor funcții este posibil să revenim la valoarea fiecărei unde din sumă printr-o integrală. În multe cazuri se dorește folosirea formulei lui Euler, care se scrie sub forma e2πiθ = cos 2πθ + i sin 2πθ, pentru a scrie seria Fourier în termenii undelor de bază e2πiθ.  Această scriere are avantajul simplificării multor formule implicate în calcul, precum și furnizarea unei formulări pentru seria Fourier mult mai apropiată de definiția din acest articol. Trecerea de la sinus și cosinus la exponențiala complexă face necesară utilizarea coeficienților Fourier complecși. În mod uzual, interpretarea acestor numere complexe este aceea că, se dau amplitudinea undei precum și faza sau unghiul inițial al undei. Această trecere introduce și necesitatea frecvenței negative. Dacă θ este măsurat în secunde atunci undele e2πiθ și e−2πiθ trebuie să parcurgă amândouă un cerc complet pe secundă, dar reprezintă frecvențe diferite în transformarea Fourier. 
Folosim seriile Fourier pentru a motiva transformata Fourier după cum urmează. Presupunem că ƒ este o funcție care are valoare zero în afara intervalului [−L/2, L/2]. Atunci putem expanda pe ƒ în serie Fourier pe intervalul [−T/2,T/2], în care mărimea notată cu cn a undei e2πinx/T din seria Fourier a lui ƒ este dată de:
{\displaystyle {\hat {f}}(n/T)=c_{n}=\int _{-T/2}^{T/2}e^{-2\pi inx/T}f(x)\,dx}
iar ƒ este dată de formula:
{\displaystyle f(x)={\frac {1}{T}}\sum _{n=-\infty }^{\infty }{\hat {f}}(n/T)e^{2\pi inx/T}.}
Dacă scriem let ξn = n/T, iar Δξ = (n + 1)/T − n/T = 1/T, atunci această ultimă sumă devine suma Riemann
{\displaystyle f(x)=\sum _{n=-\infty }^{\infty }{\hat {f}}(\xi _{n})e^{2\pi ix\xi _{n}}\Delta \xi .}
Făcând ca T → ∞ suma Riemann converge către integrala transformării Fourier inverse dată la secțiunea Definiție. În condiții convenabile acest argument poate fi dat cu precizie (Stein & Shakarchi 2003).  Prin urmare, ca și în cazul seriilor Fourier, transformarea Fourier poate fi gândită ca o funcție care măsoară cât de mult este prezentă în funcție fiecare frecvență individuală și putem recombina aceste unde folosind o integrală pentru a reproduce funcția originală.
Următoarea imagine furnizează o ilustrare vizuală a modului cum transformarea Fourier măsoară dacă o frecvență este prezentă într-o funcție oarecare. Funcția desenată este {\displaystyle f(t)=\cos(6\pi t)e^{-\pi t^{2}}}, care oscilează cu frecvența de 3 hertz (t fiind măsurat în secunde) și tinde rapid către zero. Această funcție a fost aleasă special pentru ca partea reală  transformării Fourier să fie ușor de plotat. Această imagine este plotată în primul grafic. Pentru a calcula {\displaystyle {\hat {f}}(3)} trebuie să integrăm e−2πi(3t)ƒ(t).  A doua imagine arată graficul părților reale și imaginare al acestei funcții. Partea reală a integralei este aproape peste tot⁠(d) pozitivă, deoarece când ƒ(t) este negativă, atunci partea reală a lui e−2πi(3t) este de asemenea negativă. Deoarece ele oscilează în același ritm, când ƒ(t) este pozitivă, la fel este și partea reală a lui e−2πi(3t).  Rezultatul este acela că, atunci când este integrată partea reală, se obține o valoare relativ mare (în acest caz 0.5). Pe de altă parte, când încercăm să măsurăm o frecvență care nu este prezentă, precum în cazul în care privim spre {\displaystyle {\hat {f}}(5)}, integrantul oscilează suficient ca integrala să fie foarte mică. Situația generală poate fi un pic mai complicată decât aceasta, dar acest lucru este făcut în spiritul în care transformata Fourier măsoară cât de mult o frecvență individuală este prezentă într-o funcție ƒ(t).

Original function showing oscillation 3 hertz.
Real and imaginary parts of integrand for Fourier transform at 3 hertz
Real and imaginary parts of integrand for Fourier transform at 5 hertz
Fourier transform with 3 and 5 hertz labeled.

## Proprietăți ale transformatei Fourier
O funcție integrabilă este o funcție ƒ pe dreapta reală care este măsurabilă Lebesgue și satisface:
{\displaystyle \int _{-\infty }^{\infty }|f(x)|\,dx<\infty .}

### Proprietăți de bază
Fiind date funcțiile integrabile f(x), g(x) și h(x), notăm transformatele lor Fourier respectiv prin {\displaystyle {\hat {f}}(\xi )}, {\displaystyle {\hat {g}}(\xi )} și {\displaystyle {\hat {h}}(\xi )}.
Transformarea Fourier are următoarele proprietăți de bază (Pinsky 2002).
{{http://docs.quah.ro/Transformata%20Fourier.pdf}}
Liniaritate
Pentru orice numere complexe a și b, dacă h(x) = aƒ(x) + bg(x), atunci  {\displaystyle {\hat {h}}(\xi )=a\cdot {\hat {f}}(\xi )+b\cdot {\hat {g}}(\xi ).}
Deplasare în timp (translație)
Pentru orice număr real x0, dacă h(x) = ƒ(x − x0), atunci  {\displaystyle {\hat {h}}(\xi )=e^{-2\pi ix_{0}\xi }{\hat {f}}(\xi ).}
Deplasare în spectru (modulație)
Pentru orice număr real ξ0, dacă h(x) = e2πixξ0ƒ(x), atunci  {\displaystyle {\hat {h}}(\xi )={\hat {f}}(\xi -\xi _{0})}.
Schimbare de scală
Pentru un număr real a≠0, dacă h(x) = ƒ(ax), atunci  {\displaystyle {\hat {h}}(\xi )={\frac {1}{|a|}}{\hat {f}}\left({\frac {\xi }{a}}\right)}.
Cazul a = −1 conduce la proprietatea inversării timpului, care arată că: dacă h(x) = ƒ(−x), atunci  {\displaystyle {\hat {h}}(\xi )={\hat {f}}(-\xi )}.
Conjugata
Dacă {\displaystyle h(x)={\overline {f(x)}}}, atunci  {\displaystyle {\hat {h}}(\xi )={\overline {{\hat {f}}(-\xi )}}.}
În particular, dacă ƒ este real, atunci avem condiția reală  {\displaystyle {\hat {f}}(-\xi )={\overline {{\hat {f}}(\xi )}}.}
Dacă ƒ este pur imaginar, atunci  {\displaystyle {\hat {f}}(-\xi )=-{\overline {{\hat {f}}(\xi )}}.}
Convoluția în timp
Dacă {\displaystyle h(x)=\left(f*g\right)(x)}, atunci  {\displaystyle {\hat {h}}(\xi )={\hat {f}}(\xi )\cdot {\hat {g}}(\xi ).}
Convoluția în frecvență
Dacă {\displaystyle h(x)=f(x)g(x)\!}, atunci  {\displaystyle {\hat {h}}(\xi )={\frac {1}{2\pi }}{\hat {f}}(\xi )*{\hat {g}}(\xi ).}
Derivarea în timp
Dacă {\displaystyle h(x)={\frac {df(x)}{dx}}}, atunci  {\displaystyle {\hat {h}}(\xi )=2\pi ix_{0}{\hat {f}}(\xi ).}
Integrarea în timp
Dacă {\displaystyle h(x)=\int f(x)dx}, atunci  {\displaystyle {\hat {h}}(\xi )={\frac {1}{2\pi ix_{0}}}{\hat {f}}(\xi ).}
Conservarea energiei
Transformata Fourier conservă energia semnalului
{\displaystyle \int _{-\infty }^{\infty }f^{2}(x)\,dx={\frac {1}{2\pi }}\int _{-\infty }^{\infty }{\hat {f}}(\xi )d\xi .}

### Uniform continuitatea și lema Riemann-Lebesgue

Funcția dreptunghiulară este integrabilă Lebesgue.

Funcția sinc. Transformarea Fourier a funcției dreptunghiulare este mărginită și continuă, dar nu este integrabilă Lebesgue.

Transformata Fourier a funcțiilor integrabile au proprietăți suplimentare care nu sunt valabile totdeauna. Transformatele Fourier ale funcțiilor integrabile ƒ sunt uniform continue și {\displaystyle \|{\hat {f}}\|_{\infty }\leq \|f\|_{1}} (Katznelson 1976). De asemenea aceste funcții satisfac lema Riemann-Lebesgue care stabilește că (Stein & Weiss 1971):
{\displaystyle {\hat {f}}(\xi )\to 0{\text{ as }}|\xi |\to \infty .\,}
Transformata Fourier {\displaystyle {\hat {f}}} a unei funcții integrabile ƒ este mărginită și continuă, dar nu neapărat integrabilă. De exemplu, transformata Fourier a funcției dreptunghiulare (care este o funcție treaptă și deci integrabilă) este funcția sinc, care nu este integrabilă Lebesgue, cu toate că are o integrală improprie care este convergentă, dar nu absolut convergentă.
În general nu este posibil transformarea inversă ca o integrală Lesbesgue. Totuși, când ƒ și {\displaystyle {\hat {f}}} sunt integrabile, următoarea egalitate inversă este adevărată pentru aproape toate valorile x:
{\displaystyle f(x)=\int _{-\infty }^{\infty }{\hat {f}}(\xi )e^{2i\pi x\xi }\,d\xi .}
Aproape peste tot ƒ este egală cu funcția continuă dată de partea dreaptă a egalului, Dacă ƒ este dată ca funcție continuă pe dreaptă, atunci egalitatea este valabilă pentru toate valorile x.
O consecință a rezultatului precedent este aceea că transformata Fourier este injectivă pe spațiul L1(R).

### Teorema lui Plancherel și a lui Parseval
Fie f(x) și g(x) integrabile și fie {\displaystyle {\hat {f}}(\xi )} și {\displaystyle {\hat {g}}(\xi )} transformatele lor Fourier. Dacă f(x) și g(x) sunt pătrat integrabile, atunci aven teorema lui Parseval (Rudin 1987, p. 187):
{\displaystyle \int _{-\infty }^{\infty }f(x){\overline {g(x)}}\,dx=\int _{-\infty }^{\infty }{\hat {f}}(\xi ){\overline {{\hat {g}}(\xi )}}\,d\xi ,}
în care bara de deasupra denotă complex conjugata.
Teorema lui Plancherel, care este echivalentă cu teorema lui Pearceval, stabilește că (Rudin 1987, p. 186):
{\displaystyle \int _{-\infty }^{\infty }\left|f(x)\right|^{2}\,dx=\int _{-\infty }^{\infty }\left|{\hat {f}}(\xi )\right|^{2}\,d\xi .}
Teorema lui Planchenel face posibilă definirea transformatei Fourier pentru funcții din L2(R), după cum este descris în articolul de față la capitolul Generalizări. În fizică interpretarea teoremei lui Planchenel este aceea că transformarea Fourier conservă energia.
Vezi și dualitatea Pontryagin pentru o formulare generală a acestui concept în contextul grupului abelian local compact.

### Formula de sumare Poisson
Formula de sumare Poisson furnizează o legătură între studiul transformatei Fourier și seriile Fourier. Fiind dată o funcție integrabilă ƒ putem considera periodizarea lui ƒ dată de:
{\displaystyle {\bar {f}}(x)=\sum _{k\in \mathbb {Z} }f(x+k),}
în care sumarea este făcută pentru toți intregii k. Formula de sumare Poisson leagă seria Fourier a lui {\displaystyle {\bar {f}}} de transformarea Fourier a lui {\displaystyle {\bar {f}}}, și anume stabilește că seria Fourier este dată de:
{\displaystyle {\bar {f}}(x)\sim \sum _{k\in \mathbb {Z} }{\hat {f}}(k)e^{2\pi ikx}.}

### Teorema convoluției
Transformarea Fourier efectuează o translație între convoluție și înmulțire funcțiilor. Dacă  ƒ(x) și g(x) sunt funcți integrabile cu transformatele Fourier {\displaystyle {\hat {f}}(\xi )} și {\displaystyle {\hat {g}}(\xi )}, atunci transformata Fourier a convoluției este dată de produsul transformatelor Fourier.
Aceast lucru înseamnă că, dacă:
{\displaystyle h(x)=(f*g)(x)=\int _{-\infty }^{\infty }f(y)g(x-y)\,dy,}
în care * denotă operația de convoluție, atunci:
{\displaystyle {\hat {h}}(\xi )={\hat {f}}(\xi )\cdot {\hat {g}}(\xi ).}
În teoria sistemului invariant liniar în timp (LTI), în mod obișnuit g(x) este interpretată ca răspunsul impuls al unui sistem LTI având intrarea ƒ(x) și ieșirea h(x), deoarece substituind impulsul unitate pentru ƒ(x) obținem h(x) = g(x). În acest caz   {\displaystyle {\hat {g}}(\xi )}  reprezintă răspunsul în frecvență al sistemului.
În schimb, dacă ƒ(x) poate fi descompusă ca produs a două funcții pătrat integrabile p(x) și q(x), atunci transformata Fourier a lui ƒ(x) este dată prin convoluția respectivelor transformări Fourier {\displaystyle {\hat {p}}(\xi )} and {\displaystyle {\hat {q}}(\xi )}.

### Teorema corelației încrucișate
Într-o manieră analoagă se poate arăta că, dacă h(x) este corelație încrucișată a lui ƒ(x) și g(x):
{\displaystyle h(x)=(f\star g)(x)=\int _{-\infty }^{\infty }{\overline {f(y)}}\,g(x+y)\,dy}
atunci transformata Fourier a lui h(x) este:
{\displaystyle {\hat {h}}(\xi )={\overline {{\hat {f}}(\xi )}}\,{\hat {g}}(\xi ).}
Ca un caz special, autocorelația funcției ƒ(x) este:
{\displaystyle h(x)=(f\star f)(x)=\int _{-\infty }^{\infty }{\overline {f(y)}}f(x+y)\,dy}
pentru care:
{\displaystyle {\hat {h}}(\xi )={\overline {{\hat {f}}(\xi )}}\,{\hat {f}}(\xi )=|{\hat {f}}(\xi )|^{2}.}

### Funcții proprii
O bază ortonormală importantă aleasă pentru L2(R) este dată de funcțiile Hermite
{\displaystyle {\psi }_{n}(x)={\frac {2^{1/4}}{\sqrt {n!}}}\,e^{-\pi x^{2}}H_{n}(2x{\sqrt {\pi }}),}
în care {\displaystyle H_{n}(x)} are the polinoame Hermite "probabilistice", definite prin Hn(x) = (−1)nexp(x2/2) Dn exp(−x2/2).  Sub această convenție pentrutransformata Fourier, avem: 
{\displaystyle {\hat {\psi }}_{n}(\xi )=(-i)^{n}{\psi }_{n}(\xi ).}
Cu alte cuvinte, funcțiile Hermite formează un sistem ortonormal de funcții proprii pentru transformata Fourier pe spațiul L2(R) (Pinsky 2002). Totuși, modul de alegere al funcțiilor proprii nu este unic. Există patru valori proprii diferite ale transformării Fourier (±1 and ±i) și orice combinație de funcții proprii cu aceeași valoare proprie generează atlă funcție proprie. Ca o consecință a acestui fapt, este posibil ca să descompunem spațiul L2(R) ca o sumă directă a patru spații H0, H1, H2 și H3, în care transformarea Fourier să acționeze simplu pe ‚’H’’’’k’’ prin înmulțirea cu ik. Acest mod de definire a transformatei Fourier se datorează lui N. Wiener (Duoandikoetxea 2001). Alegerea funcțiilor Hermite este convenabilă deoarece ele sunt exponențial localizate în ambele domenii de frecvență și timp, dând astfel un punct de plecare pentru transformata Fourier fractională folosită în analiza timp-frecvență (Boashash 2003).

## Transformata Fourier pe spațiul Euclidian
Transformata Fourier poate fi definită și pe spații n-dimensionale, caz în care transformata unei funcții ƒ(x) integrabile, se definește prin integrala:
{\displaystyle {\hat {f}}(\xi )={\mathcal {F}}(f)(\xi )=\int _{\mathbb {R} ^{n}}f(x)e^{-2\pi ix\cdot \xi }\,dx}
In care x și ξ sunt vectori n-dimensionali, iar x • ξ este produsul lor scalar. Produsul scalar se scrie câteodată sub forma {\displaystyle \left\langle x,\xi \right\rangle }.  
Toate proprietățile de bază de mai sus sunt valabile și pentru transformata Fourier n-dimensională, precum și teoremele lui Plancherel și Parseval. Când funcția este integrabilă transformata Fourier este uniform continuă, fiind valabilă și lema Riemann-Lebesgue. (Stein & Weiss 1971)

### Principiul de incertitudine
În general vorbind, cu cât este mai concentată funcția f(x), cu atât trebuie să fie mai intinsă transformata Fourier {\displaystyle {\hat {f}}(\xi )} . În particular, pentru proprietatea schimbării de scală a transformatei Fourier se poate spune că: dacă "comprimăm" o funcție în "x", transformata ei Fourier se "intinde" în ξ, deci nu este posibil să concentrăm și funcția și transformata ei.
Compromisul dintre compactarea unei funcții și transformata ei Fourier poate fi formalizat sub forma unui Principiu de Incertutudine. Această formalizare se poate face privind o funcție și transformarea ei Fourier drept variabile conjugate cu privire la forma simplectică pe domeniul timp-frecvență. Din punctul de vedere al transformării canonice liniare, transformata Fourier reprezintă o rotație de 90° în domeniul timp-frecvență care păstrează forma simplectică.
Să presupunem că funcția ƒ(x) este de pătrat integrabilă și, fără a pierde din generalitate, să presupunem că funcția este normalizată:
{\displaystyle \int _{-\infty }^{\infty }|f(x)|^{2}\,dx=1.}
Din teorema lui Planchenel urmează că {\displaystyle {\hat {f}}(\xi )}  este de asemenea normalizată.
Dispersia în jurul lui x = 0 poate fi măsurată prin dispersia față de zero (Pinsky 2002) definită prin:
{\displaystyle D_{0}(f)=\int _{-\infty }^{\infty }x^{2}|f(x)|^{2}\,dx.}
În termeni probabilistici acesta este momentul al doilea al lui {\displaystyle |f(x)|^{2}\,\!} față de zero.
Principiul de incertitudine arată că: dacă ƒ(x) este absolut continuă, iar funcțiile x•ƒ(x) și ƒ′(x) sunt de pătrat integrabile, atunci:
{\displaystyle D_{0}(f)D_{0}({\hat {f}})\geq {\frac {1}{16\pi ^{2}}}}    (Pinsky 2002).
Egalitatea este obținută numai în cazul în care {\displaystyle f(x)=C_{1}\,e^{{-\pi x^{2}}/{\sigma ^{2}}}}    (deci    {\displaystyle \quad {\hat {f}}(\xi )=\sigma C_{1}\,e^{-\pi \sigma ^{2}\xi ^{2}}}  )  în care σ > 0 este arbitrar, iar C1 este de așa natură încât ƒ este  L2–normalizată (Pinsky 2002). Cu alte cuvinte, acolo unde ƒ este o funcție Gaussiană normalizată centrată pe zero.
De fapt, această inegalitate implică:
{\displaystyle \left(\int _{-\infty }^{\infty }(x-x_{0})^{2}|f(x)|^{2}\,dx\right)\left(\int _{-\infty }^{\infty }(\xi -\xi _{0})^{2}|{\hat {f}}(\xi )|^{2}\,d\xi \right)\geq {\frac {1}{16\pi ^{2}}}}
pentru orice {\displaystyle x_{0},\,\xi _{0}}  din R  (Stein & Shakarchi 2003).
În mecanica cuantică momentul și poziția funcției de undă sunt perechi de transformate Fourier, până la un factor constant al lui Planck. Luând în considerare această constantă, inegalitatea de mai sus devine principiul de incertitudine al lui Heisenberg (Stein & Shakarchi 2003).

### Armonice sferice
Fie un set de polinoame armonice omogene de grad k pe Rn notate Ak. Setul Ak conține armonice sferice solide de grad k. Armonicele sferice solide joacă un rol similar pe spații n-dimensioanle așa cum sunt polinoamele Hermite pe uni-dimensional. În mod special, dacă f(x) = e−π|x|2P(x) pentru unele polinoame P(x) din Ak, atunci {\displaystyle {\hat {f}}(\xi )=i^{-k}f(\xi )}. Fie setul Hk închiderea din L2(Rn) a combinațiilor liniare de funcții de forma f(|x|)P(x), în care P(x) apartine lui Ak. Atunci spațiul L2(Rn) este o sumă directă de spații Hk, iar transformata Fourier reprezintă fiecare spațiu Hk pe el însuși, fiind posibilă caracterizarea actiunii transformatei Fourier pe fiecare spațiu Hk (Stein & Weiss 1971). Fie ƒ(x) = ƒ0(|x|)P(x) (cuP(x) din Ak), atunci {\displaystyle {\hat {f}}(\xi )=F_{0}(|\xi |)P(\xi )} în care 
{\displaystyle F_{0}(r)=2\pi i^{-k}r^{-(n+2k-2)/2}\int _{0}^{\infty }f_{0}(s)J_{(n+2k-2)/2}(2\pi rs)s^{(n+2k)/2}\,ds.}
Aici cu J(n + 2k − 2)/2 a fost notată funcția Bessel de prima speță și ordin (n + 2k − 2)/2. Când k = 0 se obține o formulă folositoare pentru transformata Fourier a funcției radiale (Grafakos 2004).

### Probleme restrictive
În spații n-dimensionale devine interesant studiul problemelor restrictive pentru transformata Fourier. Transformata Fourier a unei funcții integrabile este continuă, iar restricția acestei funcții este definită pe orice mulțime. Dar pentru funcțiile de pătrat integrabile transformata Fourier poate fi o clasă generală de funcții de pătrat integrabile. Ca de pildă, restricția transformatei Fourier a unei funcții din L2(Rn) nu poate fi definită pe o mulțime cu măsura 0. Este încă a arie activă de studiu înțelegerea problemelor restrictive din Lp for 1 < p < 2. În mod surprinzător, este posibil ca în câteva cazuri să definim transformata Fourier pe o mulțime S, demonstrând că S are curbura diferită de zero. De interes particular este cazul când S este sfera de rază unitate din Rn. În acest caz teorema restricției Tomas-Stein stabilește că restricția transformatei Fourier pe sfera de rază unitate Rn este un operator mărginit pe Lp cu condiția ca 1 ≤ p ≤ (2n + 2) / (n + 3).
O diferență notabilă dintre transformata Fourier pe spațiul unidimensional față de spațiul n-dimensional implică operatorul sumei parțiale. Considerăm o colecție crescătoare de mulțimi măsurabile ER indexate prin R ∈ (0,∞), precum sfere de rază R cu centrul în origine sau curbe de rază 2R. Pentru o funcție integrabilă dată ƒ, considerăm funcția ƒR definită prin:
{\displaystyle f_{R}(x)=\int _{E_{R}}{\hat {f}}(\xi )e^{2\pi ix\cdot \xi }\,d\xi ,\quad x\in \mathbb {R} ^{n}.}
Mai mult, presupunem că ƒ face parte din Lp(Rn). Pentru n = 1 și 1 < p < ∞, dacă una este luată drept ER = (−R, R), atunci ƒR converge spre ƒ în Lp când R tinde spre  infinit, datorită transformării Hilbert mărginite. În mod natural s-ar crede că și pentru n > 1 ar fi convergentă. Acest lucru nu se întâmplă în toate cazurile. De exemplu, în cazul în care ER este un cub cu latura R, operatorul sumei parțiale este încă convergent. La fel și sfera euclidiană ER = {ξ : |ξ| < R}, pentru ca operaturul sumei parțiale să conveargă este necesar ca multiplicatorul pentru sfera de rază unitate să fie mărginit în Lp(Rn).  Pentru n ≥ 2 avem celebra teoremă a lui Charles Fefferman, în care se spune că multiplicatorul pentru sfera de rază unitate este nemărginit, în afară de cazul p = 2 (Duoandikoetxea 2001).  De fapt, când p ≠ 2, această teoremă arată că nu numai ƒR nu este convergentă spre ƒ în Lp, dar pentru unele funcții ƒ ∈ Lp(Rn), ƒR nu este un element din Lp.

## Generalizări

### Transformata Fourier pe alte spații de funcții
Este posibil de a extinde definiția transformării Fourier și pe alte spații de funcții, deoarece funcțiile netede cu suport compact sunt integrabile și dense în L2(R), iar teorema lui Plancherel ne permite să extindem definiția transformării Fourier la funcțiile generale din L2(R) prin continuitatea argumentelor. Mai mult, {\displaystyle {\mathcal {F}}}: L2(R) → L2(R) este un operator unitar (Stein & Weiss 1971, Thm. 2.3), multe din proprietăți rămânând aceleași. Inegalitatea Hausdorff-Young poate fi folosită pentru a extinde definiția transformatei Fourier pentru a include funcții din Lp(R) pentru 1 ≤ p ≤ 2. Din nefericire, extinderile pentru p > 2 devin prea complicate. Transformata Fourier a funcțiilor din Lp pentru 2 < p < ∞ se cere a fi studiaă prin intermediul distribuțiilor (Katznelson 1976).  De fapt, se poate arăta că există funcții din Lp cu p>2 astfel încât transformata Fourier nu este definită ca o funcție (Stein & Weiss 1971).

### Transformarea Fourier–Stieltjes
Transformata Fourier de măsură finită Borel μ pe Rn este dată de (Pinsky 2002):
{\displaystyle {\hat {\mu }}(\xi )=\int _{\mathbb {R} ^{n}}\mathrm {e} ^{-2\pi ix\cdot \xi }\,d\mu .}
Această transformată continuă să se bucure de multe din proprietățile transformatei Fourier pentru funcțiile integrabile, cu diferența notabilă a lemei Riemann-Lebesgue care eșuează pe această măsură (Katznelson 1976). În cazul în care dμ = ƒ(x) dx, atunci formula de mai sus se reduce la definiția uzuală pentru transformata Fourier a lui ƒ. În cazul în care μ este distribuția de probabilitate asociată cu o variabilă aleatoare X, transformata Fourier-Stieltjes este similară cu funcția caracteristică, dar prin convenția tipică din teoria probabilităților se ia eix•ξ în loc de e−2πix•ξ (Pinsky 2002). În cazul în care distribuția are o funcție de densitate a probabilității, această definiție se reduce la transformarea Fourier aplicată funcției de densitate a probabilității, dar cu o alegere diferită a constantelor.
Transformata Fourier poate fi folosită pentru a da o caracterizare măsurilor de continuitate. Teorema lui Bochner caracterizează funcțiile care pot apărea drept transformata Fourier-Stieltjes a unei măsuri.
Mai mult, funcția delta a lui Dirac nu este o funcție, dar este o măsură Borel finită, iar transformata ei Fourier este o funcțe constantă a cărei valoare specifică depinde de forma transformării Fourier folosite.

### Distribuții temperate
Transformata Fourier reprezintă spațiul funcțiilor Schwartz pe el însuși, dând și un homeomorfism al spațiului pe el însuși (Stein & Weiss 1971).  Datorită acestui lucru este posibil să definim transformata Fourier a distribuțiilor temperate, care include toate funcțiile integrabile menționale mai sus, având în plus avantajul că transformata Fourier a oricărei distribuții temperate este tot o distribuție temperată.
Următoarele doua fapte oferă unele motive pentru definirea transformatei Fourier a unei distribuții. Fie ƒ și g două funcții integrabile, iar {\displaystyle {\hat {f}}} și {\displaystyle {\hat {g}}} transformatele lor Fourier. Atunci transformata fourier se supune următoarei formule de înmulțire (Stein & Weiss 1971):
{\displaystyle \int _{\mathbb {R} ^{n}}{\hat {f}}(x)g(x)\,dx=\int _{\mathbb {R} ^{n}}f(x){\hat {g}}(x)\,dx.}
În al doilea rând, fiecare funcție integrabilă ƒ definește o distribuție Tƒ prin relatia:
{\displaystyle T_{f}(\varphi )=\int _{\mathbb {R} ^{n}}f(x)\varphi (x)\,dx}     pentru toate funcțiile Schwartz φ.
De fapt, fiind dată  o distribuție T, definim transformata Fourier prin relația:
{\displaystyle {\hat {T}}(\varphi )=T({\hat {\varphi }})}   for all Schwartz functions φ.
Urmează că:
{\displaystyle {\hat {T}}_{f}=T_{\hat {f}}.\ }
Distribuțiile pot fi diferențiate și mai sus menționata compatibilitate a transformatei Fourier cu diferențierea și convoluția rămân adevărate pentru distribuțiile temperate.

### Grupul abelian compact local
Transformata Fourier poate fi generalizată pentru orice grup abelian compact local, grup abelian care este în același timp un spațiu topologic Hausdorff compact local, astfel că operațiile grupului sunt continue. Dacă G este grup abelian compact local, el are o măsură invariantă la o translație μ, numită măsura Harr. Pentru un grup abelian compact local G este posibil să plasăm o topologie pe mulțimea de caractere {\displaystyle {\hat {G}}} astfel că {\displaystyle {\hat {G}}} este de asemenea grup abelian compact local. Pentru o funcție ƒ din L1(G) este posibil să definim transformata Fourier prin(Katznelson 1976):
{\displaystyle {\hat {f}}(\xi )=\int _{G}\xi (x)f(x)\,d\mu \qquad {\text{for any }}\xi \in {\hat {G}}.}

### Spațiul Hausdorff compact local
Transformarea Fourier poate fi generalizată pentru orice spațiu Hausdorff compact local, care regenerează topologia, dar pierde structura grupului.
Dând un spațiu topologic Hausdorff compact local X, spațiul A=C0(X) al funcțiilor complexe continue pe X care tind către zero la infinit este în mod natural o algebră-C* comutativă, prin intermediul adunării punctuale, înmulțirii punctuale, conjugatei complexe punctuale și cu norma precum norma uniformă. În schimb, caracterele acestei algebre A, notată {\displaystyle \Phi _{A},} este în mod natural un spațiu topologic și poate fi identificat prin evaluarea dintr-un punct x, având un izomorfism izometric {\displaystyle C_{0}(X)\to C_{0}(\Phi _{A})}. În cazul în care X=R este o linie reală, aceasta este exact o transformare Fourier.

### Grupuri neabeliene
Transformarea Fourier poate fi de asemenea definită pentru funcțiile unui grup neabelian, cu condiția ca grupul să fie compact. Spre deosebire de transformata Fourier pe un grup abelian, care este scalar, transformata Fourier pe un grup neabelian este un operator (Hewitt & Ross 1971, Chapter 8).  Transformata Fourier pe un grup compact este un instrument major în teoria reprezentărilor (Knapp 2001) și analiza armonică necomutativă.
Fie G grup topologic Hausdorff compact. Fie Σ colecția tuturor claselor de izomorfisme de reprezentări unitare ireductibile finit dimensionale, împreună cu o alegere determinată a reprezentării U(σ) pe spațiul Hilbert Hσ de dimensiune finită dσ pentru fiecare σ ∈ Σ. Dacă μ este o măsură Borel pe G, atunci transformata Fourier- Stieljes de μ este operatorul de pe Hσ definit prin:
{\displaystyle \langle {\hat {\mu }}\xi ,\eta \rangle _{H_{\sigma }}=\int _{G}\langle {\overline {U}}_{g}^{(\sigma )}\xi ,\eta \rangle \,d\mu (g)}
în care {\displaystyle \scriptstyle {{\overline {U}}^{(\sigma )}}} este reprezentarea complex conjugată din U(σ) care acționează pe Hσ.  Ca și în cazul abelian, dacă μ este absolut continuă în ceea ce privește măsura probabilității invariante stângi λ pe G, atunci μ este reprezentată ca:
{\displaystyle d\mu =fd\lambda }
pentru câteva funcții ƒ ∈ L1(λ).  În acest caz se identifică transformarea Fourier de ƒ cu transformarea Fourier-Stieljes de μ.
Reprezentarea {\displaystyle \mu \mapsto {\hat {\mu }}} definește un izomorfism între spațiul Banach M(G) de măsură finită Borel și un subspațiu închis al spațiului Banach C∞(Σ) constând din toate secvențele E = (Eσ) indexate prin colecția Σ de operatori liniari mărginiți Eσ : Hσ → Hσ pentru care avem norma finită:
{\displaystyle \|E\|=\sup _{\sigma \in \Sigma }\|E_{\sigma }\|}
Mai mult, teorema convoluției afirmă că, acest izomorfism de spații Banach este de fapt un izomorfism al algebrei C* într-un spațiu C∞(Σ), în care M(G) este înzestrată cu produsul convoluția măsurilor și C∞(Σ) produsul dat prin înmulțirea operatorilor pentru fiecare index σ.
Folosind teorema lui Peter-Weyl și formula de inversiune Fourier (teorema lui Plancherel) rezultă că: dacă ƒ ∈ L2(G), atunci
{\displaystyle f(g)=\sum _{\sigma \in \Sigma }d_{\sigma }\operatorname {tr} ({\hat {f}}(\sigma )U_{g}^{(\sigma )})}
în care sumarea trebuie înțeleasă în sensul convergenței din L2.
Generalizarea transformatei Fourier pentru grupurile necomutative este dualitatea Tannaka-Krein, care înlocuiește grupul de caractere cu categoria de reprezentări. Oricum, acest grup pierde legătura cu funcțiile armonice.

## Alternative
În termenii procesării semnalelor, o funcție de timp este o reprezentare a unui semnal cu o rezoluție în timp perfectă, dar cu nici o informație în frecvență, în timp ce transformata Fourier  are o rezoluție în frecvență perfectă, dar cu nici o informație în timp: magnitudinea transformatei Fourier arată cât de multă frecvență este conținută într-un punct, iar local este dată numai prin fază (argumentul transformării Fourier), dar undele staționare nu sunt localizate în timp – unda sinusoidală continuând la infinit fără amortizare.
În analiza timp-frecvență, ca o alternativă la transformata Fourier, se folosește transformata timp-frecvență sau distribuția timp-frecvență, pentru a reprezenta semnalul într-o formă care conține unele infomații în timp și în frecvență – iar prin intermediul principiul de incertitudine, se obține un compromis între aceste transformate. Acestea pot fi o generalizare a transformatei Fourier, precum transformata Fourier de timp-scurt sau transformata Fourier fractională, sau folosirea unor funcții diferite pentru reprezentarea semnalelor, precum tranformata wavelet sau transformata chirplet cu unde analoage transformării Fourier, fiind transformata wavelet continuă. (Boashash 2003).

## Aplicații

### Analiza ecuațiilor diferențiale
Transformata Fourier, precum și transformata Laplace, sunt pe larg folosite în rezolvarea ecuațiilor diferențiale. Transformata Fourier este compatibilă cu diferențiala în următorul sens: dacă f(x) este o funcție diferențiabilă cu transformata Fourier {\displaystyle {\hat {f}}(\xi )}, atunci transformata Fourier a derivatelor ei este dată de {\displaystyle 2\pi i\xi {\hat {f}}(\xi )}. Acestea pot fi folosite pentru a transforma ecuațiile diferențiale în ecuații algebrice. De notat că, această tehnică se aplică numai problemelor al căror domeniu este axa reală. Extinzând transformata Fourier la funcții de mai multe variabile, ecuațiile cu derivate parțiale având domeniul de definiție Rn, pot fi de asemenea transformate în ecuații algebrice.

### NMR, FT-IR și MRI
Transformata Fourier este de asemenea folosită în rezonanța magnetică nucleară (RMN), precum și în spectroscopie, de exemplu în infraroșu (RI). În RMN, o formă exponențială a semnalului descreșterii induse libere (DIF) este obținută în domeniul timp, iar transformata Fourier pe o linie de formă Lorentz în domeniul frecventei. De asemenea, transformata Fourier este folosită în imaginea rezonanței magnetice (IRM) și spectroscopiei de masă.

## Domeniul și raza de aplicabilitate a transformatei Fourier
Adesea este de dorit să avem cel mai general domeniu posibil al transformatei Fourier. Definirea transformatei Fourier ca o integrală, restricționează domeniul la spațiul funcțiilor integrabile. Din nefericire, nu există caracterizări simple pentru care funcțiile sunt transformate Fourier de funcții integrabile(Stein & Weiss 1971).  Este posibil să extindem domeniul transformatei Fourier pe diverse căi. Lista următoare detaliază câteva din domeniile comune și raza pentru care transformata Fourier este definită.
- Spațiul funcției Schwartz este închis față de transformarea Fourier. Funcțiile Schwartz sunt funcții care descresc rapd și nu includ toate funcțiile care sunt relevante pentru transformarea Fourier.  Mai multe detalii pot fi găsite în (Stein & Weiss 1971).

- Spațiul Lp este reprezentat pe spațiul  Lq, where 1/p + 1/q = 1 și 1 ≤ p ≤ 2 (inegalitatea Hausdorff–Young).

- În particular, spațiul L2 este închis sub transformata Fourier, dat în acest spațiu transformata Fourier nu mai este definită prin integrare.

- Spațiul L1 al funcțiilor Lebesgue integrabile sunt reprezentate în C0, spațiul funcțiilor continue care tind spre zero la infinit  – nu doar în spațiul {\displaystyle L^{\infty }} al funcțiilor mărginite (lema Riemann–Lebesgue).

- Mulțimea distribuțiilor temperate este închisă față de transformarea Fourier. Distribuțiile temperate sunt tipuri defuncții generalizate. Este în această generalitate faptul că se poate defini transformata Fourier a obiectelor precum pieptănele lui Dirac.

## Alte notații
Alte notații pentru {\displaystyle {\hat {f}}(\xi )} sunt:
{\displaystyle {\tilde {f}}(\xi ),\ {\tilde {f}}(\omega ),\ F(\xi ),\ {\mathcal {F}}\left(f\right)(\xi ),\ \left({\mathcal {F}}f\right)(\xi ),\ {\mathcal {F}}(f),\ {\mathcal {F}}(\omega ),\ F(\omega ),\ {\mathcal {F}}(j\omega ),\ {\mathcal {F}}\{f\},\ {\mathcal {F}}\left(f(t)\right)}
Notarea transformatei Fourier cu literă mare corespunde literei folosite pentru funcția care trebuie transformată (precum f(x) și F(ξ)), notații folosite în special în fizică și inginerie. În electronică, se folosește notația (ω) în loc de (ξ), datorită interpretării ei ca frecvență unghiulară, iar câteodată este scrisă ca F(jω), în care j este unitatea imaginară, pentru a indica relația cu transformata Laplace, scrisă câteodată și sub forma F(2πf).

Interpretarea funcției complexe {\displaystyle {\hat {f}}(\xi )} poate fi de ajutor exprimând-o în coordonate polare:
{\displaystyle {\hat {f}}(\xi )=A(\xi )e^{i\varphi (\xi )}}
în termenii a două funcții reale A(ξ) și φ(ξ) în care:
{\displaystyle A(\xi )=|{\hat {f}}(\xi )|,\,}
este amplitudinea, iar
{\displaystyle \varphi (\xi )=\arg {\big (}{\hat {f}}(\xi ){\big )},}  
este faza.
Atunci transformara inversă poate fi scrisă:
{\displaystyle f(x)=\int _{-\infty }^{\infty }A(\xi )\ e^{i(2\pi \xi x+\varphi (\xi ))}\,d\xi ,}
care este o recombinare a tuturor frecvențelor componenete ale funcției ƒ(x). Fiecare componentă este o sinusoidă complexă de forma e2πixξ  a cărei amplitudine este A(ξ), având unghiul inițial de fază (la x = 0) φ(ξ).
Transformata Fourier poate fi gândită și ca o reprezentare în spațiul funcțiilor. Această reprezentare, notată aici prin {\displaystyle {\mathcal {F}}} și {\displaystyle {\mathcal {F}}(f)}, este folosită pentru a nota transformata Fourier a funcției f. Această reprezentarea este liniară, ceea ce înseamnă că {\displaystyle {\mathcal {F}}} poate fi înțeleasă ca o transformare liniară pe spațiul funcției și, denotă că, notația standard din algebra liniară de aplicare a unei transformări liniare asupra unui vector (aici funcția f) poate fi folosită pentru a scrie {\displaystyle {\mathcal {F}}f} în loc de {\displaystyle {\mathcal {F}}(f)}. Deoarece prin aplicarea transformatei Fourier rezultatul este tot o funcție, putem fi interesați de valoarea acestei funcții evaluată la ξ, valoare care se notează prin {\displaystyle {\mathcal {F}}(f)(\xi )} sau {\displaystyle ({\mathcal {F}}f)(\xi )}. De notat că, în primul caz, trebuie înțeles că {\displaystyle {\mathcal {F}}} se aplică mai întâi asupra lui f și apoi funcția rezultată este evaluată la ξ, și nu în alt fel.
În matematică și în diverse aplicații științifice este adesea necesar să facem distincție între o funcție f și valoarea funcției f pentru o valoare x, notată f(x). Acest lucru înseamnă că o notație precum {\displaystyle {\mathcal {F}}(f(x))} poate fi interpretată în mod formal ca o transformată Fourier de valoarea lui f la x. Cu tot acest cusur, această notație apare frecvent, adesea când o funcție particulară sau o funcție de o variabilă particulară trebuie să fie transformată. De exemplu, {\displaystyle {\mathcal {F}}(\mathrm {rect} (x))=\mathrm {sinc} (\xi )} este câteodată folosită pentru a exprima că transformata Fourier a unei funcții dreptunghiulare este funcția sinc, sau {\displaystyle {\mathcal {F}}(f(x+x_{0}))={\mathcal {F}}(f(x))e^{2\pi i\xi x_{0}}} este folosită pentru a exprima proprietatea de deplasare a transformatei Fourier.  De notat că, ultimul exemplu este corect numai în ipoteza că funcția f este funcție de x și nu de x0.

## Alte convenții
Transformata Fourier poate fi scrisă în termenii frecvenței unghiulare :   ω = 2πξ, care are ca unitate de măsură radianul/secundă.
Substituția ξ = ω/(2π) în formulele de mai sus conduc la convenția :
{\displaystyle {\hat {f}}(\omega )=\int _{\mathbb {R} ^{n}}f(x)e^{-i\omega \cdot x}\,dx.}
Sub această convenție, transformata inversă devine:
{\displaystyle f(x)={\frac {1}{(2\pi )^{n}}}\int _{\mathbb {R} ^{n}}{\hat {f}}(\omega )e^{i\omega \cdot x}\,d\omega .}
Această convenție nu este o transformare unitară pe L2(Rn).  De asemenea nu există simetrie între transformata Fourier și inversa ei.
O altă convenție este aceea de a împărți factorul (2π)n uniform între transformata Fourier și inversa ei, ceea ce conduce la definiția:
{\displaystyle {\hat {f}}(\omega )={\frac {1}{(2\pi )^{n/2}}}\int _{\mathbb {R} ^{n}}f(x)e^{-i\omega \cdot x}\,dx}
{\displaystyle f(x)={\frac {1}{(2\pi )^{n/2}}}\int _{\mathbb {R} ^{n}}{\hat {f}}(\omega )e^{i\omega \cdot x}\,d\omega .}
Sub această convenție, transformata Fourier este o transformare unitară pe L2(Rn). De asemenea este restaurată simetria dintre transformata Fourier și inversa ei.
Variații ale acestor convenții se pot crea prin conjugarea nucleului exponențial complex atât în sens direct, cât și în sens invers al transformării, dar semnele exponențialei trebuie să fie opuse. 
| frecvența ordinară ξ (hertz)    | unitară   | {\displaystyle \displaystyle {\hat {f}}_{1}(\xi )\ {\stackrel {\mathrm {def} }{=}}\ \int _{\mathbb {R} ^{n}}f(x)e^{-2\pi ix\cdot \xi }\,dx={\hat {f}}_{2}(2\pi \xi )=(2\pi )^{n/2}{\hat {f}}_{3}(2\pi \xi )} {\displaystyle \displaystyle f(x)=\int _{\mathbb {R} ^{n}}{\hat {f}}_{1}(\xi )e^{2\pi ix\cdot \xi }\,d\xi \ } |
| frecvența unnghiulară ω (rad/s) | neunitară | {\displaystyle \displaystyle {\hat {f}}_{2}(\omega )\ {\stackrel {\mathrm {def} }{=}}\int _{\mathbb {R} ^{n}}f(x)e^{-i\omega \cdot x}\,dx\ ={\hat {f}}_{1}\left({\frac {\omega }{2\pi }}\right)=(2\pi )^{n/2}\ {\hat {f}}_{3}(\omega )} {\displaystyle \displaystyle f(x)={\frac {1}{(2\pi )^{n}}}\int _{\mathbb {R} ^{n}}{\hat {f}}_{2}(\omega )e^{i\omega \cdot x}\,d\omega \ }                                                                    |
| frecvența unnghiulară ω (rad/s) | unitară   | {\displaystyle \displaystyle {\hat {f}}_{3}(\omega )\ {\stackrel {\mathrm {def} }{=}}\ {\frac {1}{(2\pi )^{n/2}}}\int _{\mathbb {R} ^{n}}f(x)\ e^{-i\omega \cdot x}\,dx={\frac {1}{(2\pi )^{n/2}}}{\hat {f}}_{1}\left({\frac {\omega }{2\pi }}\right)={\frac {1}{(2\pi )^{n/2}}}{\hat {f}}_{2}(\omega )} {\displaystyle \displaystyle f(x)={\frac {1}{(2\pi )^{n/2}}}\int _{\mathbb {R} ^{n}}{\hat {f}}_{3}(\omega )e^{i\omega \cdot x}\,d\omega \ } |

Așa cum s-a discutat mai sus, funcția caracteristică a unei variabile aleatoare este la fel ca transformata Fourier-Stieltjes a măsurii distribuției ei, dar în acest context este tipic să luăm o convenție diferită pentru constante. Funcția caracteristică tipică este definită astfel {\displaystyle E(e^{it\cdot X})=\int e^{it\cdot x}d\mu _{X}(x)}. Precum în convenția din cazul "frecvență unghiulară neunitară", nu există factorul 2π care să apară în ambele integrale, sau la exponețială.

## Tabelul celor mai importante transformări Fourier
Următorul tabel conține câteva forme închise ale transformatei. Pentru funcțiile ƒ(x) , g(x) și h(x) s-au notat cu {\displaystyle {\hat {f}}}, {\displaystyle {\hat {g}}} și {\displaystyle {\hat {h}}} transformatele lor Fourier. Sunt incluse numai cele trei convenții comune.
De notat că intrarea 105 dă o relație între transformata Fourier a unei funcții și funcția originală, după cum se poate vedea din convenția transformatei Fourier și a inversei ei.

### Relații functionale
Transformatele Fourier din acest tabel pot fi găsite în (Erdélyi 1954), sau în apendixul lui (Kammler 2000).
|     | Funcția                                                          | Transformata Fourier unitară, frecvență ordinară | Transformata Fourier unitară, frecvență unghiulară | Transformata Fourier neunitară, frecvență unghiulară | Observații |
| --- | ---------------------------------------------------------------- | --- | --- | --- | --- |
|     | {\displaystyle \displaystyle f(x)\,}                             | {\displaystyle \displaystyle {\hat {f}}(\xi )=} {\displaystyle \displaystyle \int _{-\infty }^{\infty }f(x)e^{-2\pi ix\xi }\,dx}                                                   | {\displaystyle \displaystyle {\hat {f}}(\omega )=}{\displaystyle \displaystyle {\frac {1}{\sqrt {2\pi }}}\int _{-\infty }^{\infty }f(x)e^{-i\omega x}\,dx}                         | {\displaystyle \displaystyle {\hat {f}}(\nu )=} {\displaystyle \displaystyle \int _{-\infty }^{\infty }f(x)e^{-i\nu x}\,dx}                                                        | Definiție |
| 101 | {\displaystyle \displaystyle a\cdot f(x)+b\cdot g(x)\,}          | {\displaystyle \displaystyle a\cdot {\hat {f}}(\xi )+b\cdot {\hat {g}}(\xi )\,} | {\displaystyle \displaystyle a\cdot {\hat {f}}(\omega )+b\cdot {\hat {g}}(\omega )\,}                                                                                              | {\displaystyle \displaystyle a\cdot {\hat {f}}(\nu )+b\cdot {\hat {g}}(\nu )\,} | Liniaritate |
| 102 | {\displaystyle \displaystyle f(x-a)\,}                           | {\displaystyle \displaystyle e^{-2\pi ia\xi }{\hat {f}}(\xi )\,} | {\displaystyle \displaystyle e^{-ia\omega }{\hat {f}}(\omega )\,} | {\displaystyle \displaystyle e^{-ia\nu }{\hat {f}}(\nu )\,} | Deplasare în domeniul timp |
| 103 | {\displaystyle \displaystyle e^{2\pi iax}f(x)\,}                 | {\displaystyle \displaystyle {\hat {f}}\left(\xi -a\right)\,} | {\displaystyle \displaystyle {\hat {f}}(\omega -2\pi a)\,} | {\displaystyle \displaystyle {\hat {f}}(\nu -2\pi a)\,} | Deplasare în domeniul frecvenței, duală lui 102 |
| 104 | {\displaystyle \displaystyle f(ax)\,}                            | {\displaystyle \displaystyle {\frac {1}{\|a\|}}{\hat {f}}\left({\frac {\xi }{a}}\right)\,}                                                                                         | {\displaystyle \displaystyle {\frac {1}{\|a\|}}{\hat {f}}\left({\frac {\omega }{a}}\right)\,}                                                                                      | {\displaystyle \displaystyle {\frac {1}{\|a\|}}{\hat {f}}\left({\frac {\nu }{a}}\right)\,}                                                                                         | Scara în domeniul timp. Dacă {\displaystyle \displaystyle \|a\|\,} este mare, atunci {\displaystyle \displaystyle f(ax)\,} tinde către 0, iar {\displaystyle \displaystyle {\frac {1}{\|a\|}}{\hat {f}}\left({\frac {\omega }{a}}\right)\,} se întinde și se aplatizează.                                                              |
| 105 | {\displaystyle \displaystyle {\hat {f}}(x)\,}                    | {\displaystyle \displaystyle f(-\xi )\,} | {\displaystyle \displaystyle f(-\omega )\,} | {\displaystyle \displaystyle 2\pi f(-\nu )\,} | Dualitate. Aici {\displaystyle {\hat {f}}} trebuie calculată folosind aceeași metodă precum coloana transformatei Fourier. Rezultă din schimbarea variabilei "fictive" {\displaystyle \displaystyle x\,} și {\displaystyle \displaystyle \xi \,} sau {\displaystyle \displaystyle \omega \,} sau {\displaystyle \displaystyle \nu \,}. |
| 106 | {\displaystyle \displaystyle {\frac {d^{n}f(x)}{dx^{n}}}\,}      | {\displaystyle \displaystyle (2\pi i\xi )^{n}{\hat {f}}(\xi )\,} | {\displaystyle \displaystyle (i\omega )^{n}{\hat {f}}(\omega )\,} | {\displaystyle \displaystyle (i\nu )^{n}{\hat {f}}(\nu )\,} | |
| 107 | {\displaystyle \displaystyle x^{n}f(x)\,}                        | {\displaystyle \displaystyle \left({\frac {i}{2\pi }}\right)^{n}{\frac {d^{n}{\hat {f}}(\xi )}{d\xi ^{n}}}\,}                                                                      | {\displaystyle \displaystyle i^{n}{\frac {d^{n}{\hat {f}}(\omega )}{d\omega ^{n}}}}                                                                                                | {\displaystyle \displaystyle i^{n}{\frac {d^{n}{\hat {f}}(\nu )}{d\nu ^{n}}}} | Aceasta este duală cu 106 |
| 108 | {\displaystyle \displaystyle (f*g)(x)\,}                         | {\displaystyle \displaystyle {\hat {f}}(\xi ){\hat {g}}(\xi )\,} | {\displaystyle \displaystyle {\sqrt {2\pi }}{\hat {f}}(\omega ){\hat {g}}(\omega )\,}                                                                                              | {\displaystyle \displaystyle {\hat {f}}(\nu ){\hat {g}}(\nu )\,} | Notația {\displaystyle \displaystyle f*g\,} indică convoluția lui {\displaystyle \displaystyle f\,} cu {\displaystyle \displaystyle g\,} — regula fiind dată de teorema convolution |
| 109 | {\displaystyle \displaystyle f(x)g(x)\,}                         | {\displaystyle \displaystyle ({\hat {f}}*{\hat {g}})(\xi )\,} | {\displaystyle \displaystyle ({\hat {f}}*{\hat {g}})(\omega ) \over {\sqrt {2\pi }}\,}                                                                                             | {\displaystyle \displaystyle {\frac {1}{2\pi }}({\hat {f}}*{\hat {g}})(\nu )\,} | Aceasta este duală cu 108 |
| 110 | Pentru {\displaystyle \displaystyle f(x)\,} funcție reală        | {\displaystyle \displaystyle {\hat {f}}(-\xi )={\overline {{\hat {f}}(\xi )}}\,}                                                                                                   | {\displaystyle \displaystyle {\hat {f}}(-\omega )={\overline {{\hat {f}}(\omega )}}\,}                                                                                             | {\displaystyle \displaystyle {\hat {f}}(-\nu )={\overline {{\hat {f}}(\nu )}}\,}                                                                                                   | Simetrie Hermitiană. {\displaystyle \displaystyle {\overline {z}}\,} indică complex conjugata. |
| 111 | Pentru {\displaystyle \displaystyle f(x)\,} funcție pară reală   | {\displaystyle \displaystyle {\hat {f}}(\omega )}, {\displaystyle \displaystyle {\hat {f}}(\xi )} și {\displaystyle \displaystyle {\hat {f}}(\nu )\,} sunt funcții pare reale.     | {\displaystyle \displaystyle {\hat {f}}(\omega )}, {\displaystyle \displaystyle {\hat {f}}(\xi )} și {\displaystyle \displaystyle {\hat {f}}(\nu )\,} sunt funcții pare reale.     | {\displaystyle \displaystyle {\hat {f}}(\omega )}, {\displaystyle \displaystyle {\hat {f}}(\xi )} și {\displaystyle \displaystyle {\hat {f}}(\nu )\,} sunt funcții pare reale.     | |
| 112 | Pentru {\displaystyle \displaystyle f(x)\,} funcție impară reală | {\displaystyle \displaystyle {\hat {f}}(\omega )}, {\displaystyle \displaystyle {\hat {f}}(\xi )} și {\displaystyle \displaystyle {\hat {f}}(\nu )} sunt funcții impare imaginare. | {\displaystyle \displaystyle {\hat {f}}(\omega )}, {\displaystyle \displaystyle {\hat {f}}(\xi )} și {\displaystyle \displaystyle {\hat {f}}(\nu )} sunt funcții impare imaginare. | {\displaystyle \displaystyle {\hat {f}}(\omega )}, {\displaystyle \displaystyle {\hat {f}}(\xi )} și {\displaystyle \displaystyle {\hat {f}}(\nu )} sunt funcții impare imaginare. | |

### Funcții de pătrat-integrable
Transformările Fourier din acest tabel pot fi găsite în (Campbell & Foster 1948), (Erdélyi 1954), sau în appendixul lui (Kammler 2000).
|     | Funcția                                                               | Transformata Fourier unitară, frecvență ordinară | Transformata Fourier unitară, frecvență unghiulară | Transformata Fourier neunitară, frecvență unghiulară | Observații |
| --- | --------------------------------------------------------------------- | --- | --- | --- | --- |
|     | {\displaystyle \displaystyle f(x)}                                    | {\displaystyle \displaystyle {\hat {f}}(\xi )=} {\displaystyle \displaystyle \int _{-\infty }^{\infty }f(x)e^{-2\pi ix\xi }\,dx}                                         | {\displaystyle \displaystyle {\hat {f}}(\omega )=} {\displaystyle \displaystyle {\frac {1}{\sqrt {2\pi }}}\int _{-\infty }^{\infty }f(x)e^{-i\omega x}\,dx} | {\displaystyle \displaystyle {\hat {f}}(\nu )=} {\displaystyle \displaystyle \int _{-\infty }^{\infty }f(x)e^{-i\nu x}\,dx}                                 | |
| 201 | {\displaystyle \displaystyle \operatorname {rect} (ax)\,}             | {\displaystyle \displaystyle {\frac {1}{\|a\|}}\cdot \operatorname {sinc} \left({\frac {\xi }{a}}\right)}                                                                | {\displaystyle \displaystyle {\frac {1}{\sqrt {2\pi a^{2}}}}\cdot \operatorname {sinc} \left({\frac {\omega }{2\pi a}}\right)}                              | {\displaystyle \displaystyle {\frac {1}{\|a\|}}\cdot \operatorname {sinc} \left({\frac {\nu }{2\pi a}}\right)}                                              | Pulsul dreptunghiular și funcția sinc normalizată, aici definită ca sinc(x) = sin(πx)/(πx)                                                                                      |
| 202 | {\displaystyle \displaystyle \operatorname {sinc} (ax)\,}             | {\displaystyle \displaystyle {\frac {1}{\|a\|}}\cdot \operatorname {rect} \left({\frac {\xi }{a}}\right)\,}                                                              | {\displaystyle \displaystyle {\frac {1}{\sqrt {2\pi a^{2}}}}\cdot \operatorname {rect} \left({\frac {\omega }{2\pi a}}\right)}                              | {\displaystyle \displaystyle {\frac {1}{\|a\|}}\cdot \operatorname {rect} \left({\frac {\nu }{2\pi a}}\right)}                                              | Duală cu 201. Funcția dreptunghiulară este un filtru trece-jos ideal, iar funcția sinc este funcția regulată de răspuns la impuls al acestui tip de filtru.                     |
| 203 | {\displaystyle \displaystyle \operatorname {sinc} ^{2}(ax)}           | {\displaystyle \displaystyle {\frac {1}{\|a\|}}\cdot \operatorname {tri} \left({\frac {\xi }{a}}\right)}                                                                 | {\displaystyle \displaystyle {\frac {1}{\sqrt {2\pi a^{2}}}}\cdot \operatorname {tri} \left({\frac {\omega }{2\pi a}}\right)}                               | {\displaystyle \displaystyle {\frac {1}{\|a\|}}\cdot \operatorname {tri} \left({\frac {\nu }{2\pi a}}\right)}                                               | Funcția tri(x) este funcția triunghiulară |
| 204 | {\displaystyle \displaystyle \operatorname {tri} (ax)}                | {\displaystyle \displaystyle {\frac {1}{\|a\|}}\cdot \operatorname {sinc} ^{2}\left({\frac {\xi }{a}}\right)\,}                                                          | {\displaystyle \displaystyle {\frac {1}{\sqrt {2\pi a^{2}}}}\cdot \operatorname {sinc} ^{2}\left({\frac {\omega }{2\pi a}}\right)}                          | {\displaystyle \displaystyle {\frac {1}{\|a\|}}\cdot \operatorname {sinc} ^{2}\left({\frac {\nu }{2\pi a}}\right)}                                          | Duală cu 203. |
| 205 | {\displaystyle \displaystyle e^{-ax}u(x)\,}                           | {\displaystyle \displaystyle {\frac {1}{a+2\pi i\xi }}} | {\displaystyle \displaystyle {\frac {1}{{\sqrt {2\pi }}(a+i\omega )}}}                                                                                      | {\displaystyle \displaystyle {\frac {1}{a+i\nu }}} | Funcția u(x) este funcția treaptă Heaviside, cu a>0. |
| 206 | {\displaystyle \displaystyle e^{-\alpha x^{2}}\,}                     | {\displaystyle \displaystyle {\sqrt {\frac {\pi }{\alpha }}}\cdot e^{-{\frac {(\pi \xi )^{2}}{\alpha }}}}                                                                | {\displaystyle \displaystyle {\frac {1}{\sqrt {2\alpha }}}\cdot e^{-{\frac {\omega ^{2}}{4\alpha }}}}                                                       | {\displaystyle \displaystyle {\sqrt {\frac {\pi }{\alpha }}}\cdot e^{-{\frac {\nu ^{2}}{4\alpha }}}}                                                        | Arată că, pentru transformarea Fourier unitară, funcția lui Gauss - exp(−αx2) este propria ei transformă Fourier funcție de α. Pentru a fi integrabilă trebuie să avem Re(α)>0. |
| 207 | {\displaystyle \displaystyle \operatorname {e} ^{-a\|x\|}\,}          | {\displaystyle \displaystyle {\frac {2a}{a^{2}+4\pi ^{2}\xi ^{2}}}} | {\displaystyle \displaystyle {\sqrt {\frac {2}{\pi }}}\cdot {\frac {a}{a^{2}+\omega ^{2}}}}                                                                 | {\displaystyle \displaystyle {\frac {2a}{a^{2}+\nu ^{2}}}}                                                                                                  | Pentru a>0. Adică, transformata Fourier a unei funcții care descrește exponențial este o funcție Lorentz.                                                                       |
| 208 | {\displaystyle \displaystyle \operatorname {sech} (ax)\,}             | {\displaystyle \displaystyle {\frac {\pi }{a}}\operatorname {sech} \left({\frac {\pi ^{2}}{a}}\xi \right)}                                                               | {\displaystyle \displaystyle {\frac {1}{a}}{\sqrt {\frac {\pi }{2}}}\operatorname {sech} \left({\frac {\pi }{2a}}\omega \right)}                            | {\displaystyle \displaystyle {\frac {\pi }{a}}\operatorname {sech} \left({\frac {\pi }{2a}}\nu \right)}                                                     | Secanta hiperbolică este propria ei transformată Fourier |
| 209 | {\displaystyle \displaystyle e^{-{\frac {a^{2}x^{2}}{2}}}H_{n}(ax)\,} | {\displaystyle \displaystyle {\frac {{\sqrt {2\pi }}(-i)^{n}}{a}}} {\displaystyle \cdot e^{-{\frac {2\pi ^{2}\xi ^{2}}{a^{2}}}}H_{n}\left({\frac {2\pi \xi }{a}}\right)} | {\displaystyle \displaystyle {\frac {(-i)^{n}}{a}}} {\displaystyle \cdot e^{-{\frac {\omega ^{2}}{2a^{2}}}}H_{n}\left({\frac {\omega }{a}}\right)}          | {\displaystyle \displaystyle {\frac {(-i)^{n}{\sqrt {2\pi }}}{a}}} {\displaystyle \cdot e^{-{\frac {\nu ^{2}}{2a^{2}}}}H_{n}\left({\frac {\nu }{a}}\right)} | Valoare proprie, dacă {\displaystyle a=1}; {\displaystyle H_{n}} este polinom. Formula se reduce la to 206 pentru {\displaystyle n=0}.                                          |

### Distribuții
Transformările Fourier din acest tabel pot fi găsite în (Erdélyi 1954), sau în appendixul lui (Kammler 2000).
|     | Funcția | Transformata Fourier unitară, frecvență ordinară | Transformata Fourier unitară, frecvență unghiulară | Transformata Fourier neunitară, frecvență unghiulară                                                                                              | Observații |  |
| --- | --- | --- | --- | --- | --- |  |
|     | {\displaystyle \displaystyle f(x)}                                                                              | {\displaystyle \displaystyle {\hat {f}}(\xi )=} {\displaystyle \displaystyle \int _{-\infty }^{\infty }f(x)e^{-2\pi ix\xi }\,dx}                         | {\displaystyle \displaystyle {\hat {f}}(\omega )=} {\displaystyle \displaystyle {\frac {1}{\sqrt {2\pi }}}\int _{-\infty }^{\infty }f(x)e^{-i\omega x}\,dx}                        | {\displaystyle \displaystyle {\hat {f}}(\nu )=} {\displaystyle \displaystyle \int _{-\infty }^{\infty }f(x)e^{-i\nu x}\,dx}                       | |  |
| 301 | {\displaystyle \displaystyle 1}                                                                                 | {\displaystyle \displaystyle \delta (\xi )} | {\displaystyle \displaystyle {\sqrt {2\pi }}\cdot \delta (\omega )} | {\displaystyle \displaystyle 2\pi \delta (\nu )}                                                                                                  | Distribuția δ(ξ) este funcția lui Dirac. |  |
| 302 | {\displaystyle \displaystyle \delta (x)\,}                                                                      | {\displaystyle \displaystyle 1} | {\displaystyle \displaystyle {\frac {1}{\sqrt {2\pi }}}\,} | {\displaystyle \displaystyle 1} | Duală cu 301. |  |
| 303 | {\displaystyle \displaystyle e^{iax}}                                                                           | {\displaystyle \displaystyle \delta \left(\xi -{\frac {a}{2\pi }}\right)}                                                                                | {\displaystyle \displaystyle {\sqrt {2\pi }}\cdot \delta (\omega -a)} | {\displaystyle \displaystyle 2\pi \delta (\nu -a)}                                                                                                | Rezultă din 103 și 301. |  |
| 304 | {\displaystyle \displaystyle \cos(ax)}                                                                          | {\displaystyle \displaystyle {\frac {\displaystyle \delta \left(\xi -{\frac {a}{2\pi }}\right)+\delta \left(\xi +{\frac {a}{2\pi }}\right)}{2}}}         | {\displaystyle \displaystyle {\sqrt {2\pi }}\cdot {\frac {\delta (\omega -a)+\delta (\omega +a)}{2}}\,}                                                                            | {\displaystyle \displaystyle \pi \left(\delta (\nu -a)+\delta (\nu +a)\right)}                                                                    | Rezultă din 101 și 303 folosind formula lui Euler: {\displaystyle \textstyle \cos(ax)=(e^{iax}+e^{-iax})/2.} |  |
| 305 | {\displaystyle \displaystyle \sin(ax)}                                                                          | {\displaystyle \displaystyle {\frac {\displaystyle \delta \left(\xi -{\frac {a}{2\pi }}\right)-\delta \left(\xi +{\frac {a}{2\pi }}\right)}{2i}}}        | {\displaystyle \displaystyle {\sqrt {2\pi }}\cdot {\frac {\delta (\omega -a)-\delta (\omega +a)}{2i}}}                                                                             | {\displaystyle \displaystyle -i\pi \left(\delta (\nu -a)-\delta (\nu +a)\right)}                                                                  | Rezultă din 101 și 303 folosind {\displaystyle \textstyle \sin(ax)=(e^{iax}-e^{-iax})/(2i).} |  |
| 306 | {\displaystyle \displaystyle \cos(ax^{2})}                                                                      | {\displaystyle \displaystyle {\sqrt {\frac {\pi }{a}}}\cos \left({\frac {\pi ^{2}\xi ^{2}}{a}}-{\frac {\pi }{4}}\right)}                                 | {\displaystyle \displaystyle {\frac {1}{\sqrt {2a}}}\cos \left({\frac {\omega ^{2}}{4a}}-{\frac {\pi }{4}}\right)}                                                                 | {\displaystyle \displaystyle {\sqrt {\frac {\pi }{a}}}\cos \left({\frac {\nu ^{2}}{4a}}-{\frac {\pi }{4}}\right)}                                 | |  |
| 307 | {\displaystyle \displaystyle \sin(ax^{2})\,}                                                                    | {\displaystyle \displaystyle -{\sqrt {\frac {\pi }{a}}}\sin \left({\frac {\pi ^{2}\xi ^{2}}{a}}-{\frac {\pi }{4}}\right)}                                | {\displaystyle \displaystyle {\frac {-1}{\sqrt {2a}}}\sin \left({\frac {\omega ^{2}}{4a}}-{\frac {\pi }{4}}\right)}                                                                | {\displaystyle \displaystyle -{\sqrt {\frac {\pi }{a}}}\sin \left({\frac {\nu ^{2}}{4a}}-{\frac {\pi }{4}}\right)}                                | |  |
| 308 | {\displaystyle \displaystyle x^{n}\,}                                                                           | {\displaystyle \displaystyle \left({\frac {i}{2\pi }}\right)^{n}\delta ^{(n)}(\xi )\,}                                                                   | {\displaystyle \displaystyle i^{n}{\sqrt {2\pi }}\delta ^{(n)}(\omega )\,} | {\displaystyle \displaystyle 2\pi i^{n}\delta ^{(n)}(\nu )\,}                                                                                     | Aici, n este un număr natural, iar {\displaystyle \textstyle \delta ^{(n)}(\xi )} este derivata distribuției de odinul n-th a funcției lui Dirac. Rezultă din 107 și 301. Combinând aceasta cu 101, putem transforma toate polinoamele. |  |
| 309 | {\displaystyle \displaystyle {\frac {1}{x}}}                                                                    | {\displaystyle \displaystyle -i\pi \operatorname {sgn}(\xi )}                                                                                            | {\displaystyle \displaystyle -i{\sqrt {\frac {\pi }{2}}}\operatorname {sgn}(\omega )}                                                                                              | {\displaystyle \displaystyle -i\pi \operatorname {sgn}(\nu )}                                                                                     | Aici, sgn(ξ) este funcția semn. De notat că 1/x nu este o distribuție. Este necesar să folosim valoarea principală Cauchy când testăm față de funcția Schwartz. Această regulă este folositoare în studiul transformării Hilbert. |  |
| 310 | {\displaystyle \displaystyle {\frac {1}{x^{n}}}:={\frac {(-1)^{n-1}}{(n-1)!}}{\frac {d^{n}}{dx^{n}}}\log \|x\|} | {\displaystyle \displaystyle -i\pi {\frac {(-2\pi i\xi )^{n-1}}{(n-1)!}}\operatorname {sgn}(\xi )}                                                       | {\displaystyle \displaystyle -i{\sqrt {\frac {\pi }{2}}}\cdot {\frac {(-i\omega )^{n-1}}{(n-1)!}}\operatorname {sgn}(\omega )}                                                     | {\displaystyle \displaystyle -i\pi {\frac {(-i\nu )^{n-1}}{(n-1)!}}\operatorname {sgn}(\nu )}                                                     | 1/xn este o distribuție omogenă definită prin derivata de distribuție {\displaystyle \textstyle {\frac {(-1)^{n-1}}{(n-1)!}}{\frac {d^{n}}{dx^{n}}}\log \|x\|} |  |
| 311 | {\displaystyle \displaystyle \|x\|^{\alpha }\,}                                                                 | {\displaystyle \displaystyle -2{\frac {\sin(\pi \alpha /2)\Gamma (\alpha +1)}{\|2\pi \xi \|^{\alpha +1}}}}                                               | {\displaystyle \displaystyle {\frac {-2}{\sqrt {2\pi }}}{\frac {\sin(\pi \alpha /2)\Gamma (\alpha +1)}{\|\omega \|^{\alpha +1}}}}                                                  | {\displaystyle \displaystyle -2{\frac {\sin(\pi \alpha /2)\Gamma (\alpha +1)}{\|\nu \|^{\alpha +1}}}}                                             | Această formulă este valabilă pentru 0 > α > −1. pentru α > 0 apar unii termeni singulari în origine care pot fi găsiți diferențiind 318. Dacă Re α > −1, atunci {\displaystyle \|x\|^{\alpha }} este o funcție local integrabilă, deci o distribuție temperată. Funcția {\displaystyle \textstyle \alpha \mapsto \|x\|^{\alpha }} este olomorfică în semiplanul dreapt al spațiului distribuțiilor temperate. Ea admite o extensie meromorfică unică spre o distribuție temperată, notată {\displaystyle \|x\|^{\alpha }} for α ≠ −2, −4, ... (Vezi distribuție omogenă.) |  |
| 312 | {\displaystyle \displaystyle \operatorname {sgn}(x)}                                                            | {\displaystyle \displaystyle {\frac {1}{i\pi \xi }}} | {\displaystyle \displaystyle {\sqrt {\frac {2}{\pi }}}{\frac {1}{i\omega }}} | {\displaystyle \displaystyle {\frac {2}{i\nu }}}                                                                                                  | Duală cu 309. De astă dată transformata Fourier trebuie considerată ca valoarea principală Cauchy. |  |
| 313 | {\displaystyle \displaystyle u(x)}                                                                              | {\displaystyle \displaystyle {\frac {1}{2}}\left({\frac {1}{i\pi \xi }}+\delta (\xi )\right)}                                                            | {\displaystyle \displaystyle {\sqrt {\frac {\pi }{2}}}\left({\frac {1}{i\pi \omega }}+\delta (\omega )\right)}                                                                     | {\displaystyle \displaystyle \pi \left({\frac {1}{i\pi \nu }}+\delta (\nu )\right)}                                                               | Function u(x) este funcția treaptă Heaviside; rezultă din 101, 301 și 312. |  |
| 314 | {\displaystyle \displaystyle \sum _{n=-\infty }^{\infty }\delta (x-nT)}                                         | {\displaystyle \displaystyle {\frac {1}{T}}\sum _{k=-\infty }^{\infty }\delta \left(\xi -{\frac {k}{T}}\right)}                                          | {\displaystyle \displaystyle {\frac {\sqrt {2\pi }}{T}}\sum _{k=-\infty }^{\infty }\delta \left(\omega -{\frac {2\pi k}{T}}\right)}                                                | {\displaystyle \displaystyle {\frac {2\pi }{T}}\sum _{k=-\infty }^{\infty }\delta \left(\nu -{\frac {2\pi k}{T}}\right)}                          | Această funcție este cunoscută ca funcția pieptăne a lui Dirac. Acest rezultat poate fi derivat din 302 și 102, împreună cu faptul că {\displaystyle \sum _{n=-\infty }^{\infty }e^{inx}=2\pi \sum _{k=-\infty }^{\infty }\delta (x+2\pi k)} ca distribuție. |  |
| 315 | {\displaystyle \displaystyle J_{0}(x)}                                                                          | {\displaystyle \displaystyle {\frac {2\,\operatorname {rect} (\pi \xi )}{\sqrt {1-4\pi ^{2}\xi ^{2}}}}}                                                  | {\displaystyle \displaystyle {\sqrt {\frac {2}{\pi }}}\cdot {\frac {\operatorname {rect} \left(\displaystyle {\frac {\omega }{2}}\right)}{\sqrt {1-\omega ^{2}}}}}                 | {\displaystyle \displaystyle {\frac {2\,\operatorname {rect} \left(\displaystyle {\frac {\nu }{2}}\right)}{\sqrt {1-\nu ^{2}}}}}                  | Funcția J0(x) este funcția Bessel de speța I și ordin zero. |  |
| 316 | {\displaystyle \displaystyle J_{n}(x)}                                                                          | {\displaystyle \displaystyle {\frac {2(-i)^{n}T_{n}(2\pi \xi )\operatorname {rect} (\pi \xi )}{\sqrt {1-4\pi ^{2}\xi ^{2}}}}}                            | {\displaystyle \displaystyle {\sqrt {\frac {2}{\pi }}}{\frac {(-i)^{n}T_{n}(\omega )\operatorname {rect} \left(\displaystyle {\frac {\omega }{2}}\right)}{\sqrt {1-\omega ^{2}}}}} | {\displaystyle \displaystyle {\frac {2(-i)^{n}T_{n}(\nu )\operatorname {rect} \left(\displaystyle {\frac {\nu }{2}}\right)}{\sqrt {1-\nu ^{2}}}}} | Acesta este o generalizare a lui 315. Funcția Jn(x) este funcția Bessel de speța I și ordin n. Funcția Tn(x) este un polinom Cebîșev de prima speță. |  |
| 317 | {\displaystyle \displaystyle \log \left\|x\right\|}                                                             | {\displaystyle \displaystyle -{\frac {1}{2}}{\frac {1}{\left\|\xi \right\|}}-\gamma \delta \left(\xi \right)}                                            | {\displaystyle \displaystyle -{\frac {\sqrt {\pi /2}}{\left\|\omega \right\|}}-{\sqrt {2\pi }}\gamma \delta \left(\omega \right)}                                                  | {\displaystyle \displaystyle -{\frac {\pi }{\left\|\nu \right\|}}-2\pi \gamma \delta \left(\nu \right)}                                           | {\displaystyle \gamma } este constanta Euler–Mascheroni . |  |
| 318 | {\displaystyle \displaystyle \left(\mp ix\right)^{-\alpha }}                                                    | {\displaystyle \displaystyle {\frac {\left(2\pi \right)^{\alpha }}{\Gamma \left(\alpha \right)}}u\left(\pm \xi \right)\left(\pm \xi \right)^{\alpha -1}} | {\displaystyle \displaystyle {\frac {\sqrt {2\pi }}{\Gamma \left(\alpha \right)}}u\left(\pm \omega \right)\left(\pm \omega \right)^{\alpha -1}}                                    | {\displaystyle \displaystyle {\frac {2\pi }{\Gamma \left(\alpha \right)}}u\left(\pm \nu \right)\left(\pm \nu \right)^{\alpha -1}}                 | Această formulă este valabilă pentru 1 > α > 0. Se folosește diferențierea pentru a obține formula exponenților de ordin înalt. {\displaystyle u} este funcția lui Heaviside. |  |

### Funcții bidimensionale
| Funcțiile (400 la 402)                                                    | Transformata Fourier unitară, frecvență ordinară                                                                                              | Transformata Fourier unitară, frecvență unghiulară | frecvență Fourier neunitară, frecvență unghiulară                                                                                        |
| ------------------------------------------------------------------------- | --- | --- | --- |
| {\displaystyle \displaystyle f(x,y)}                                      | {\displaystyle \displaystyle {\hat {f}}(\xi _{x},\xi _{y})=} {\displaystyle \displaystyle \iint f(x,y)e^{-2\pi i(\xi _{x}x+\xi _{y}y)}\,dxdy} | {\displaystyle \displaystyle {\hat {f}}(\omega _{x},\omega _{y})=} {\displaystyle \displaystyle {\frac {1}{2\pi }}\iint f(x,y)e^{-i(\omega _{x}x+\omega _{y}y)}\,dxdy} | {\displaystyle \displaystyle {\hat {f}}(\nu _{x},\nu _{y})=} {\displaystyle \displaystyle \iint f(x,y)e^{-i(\nu _{x}x+\nu _{y}y)}\,dxdy} |
| {\displaystyle \displaystyle e^{-\pi \left(a^{2}x^{2}+b^{2}y^{2}\right)}} | {\displaystyle \displaystyle {\frac {1}{\|ab\|}}e^{-\pi \left(\xi _{x}^{2}/a^{2}+\xi _{y}^{2}/b^{2}\right)}}                                  | {\displaystyle \displaystyle {\frac {1}{2\pi \cdot \|ab\|}}e^{\frac {-\left(\omega _{x}^{2}/a^{2}+\omega _{y}^{2}/b^{2}\right)}{4\pi }}}                               | {\displaystyle \displaystyle {\frac {1}{\|ab\|}}e^{\frac {-\left(\nu _{x}^{2}/a^{2}+\nu _{y}^{2}/b^{2}\right)}{4\pi }}}                  |
| {\displaystyle \displaystyle \mathrm {circ} ({\sqrt {x^{2}+y^{2}}})}      | {\displaystyle \displaystyle {\frac {J_{1}\left(2\pi {\sqrt {\xi _{x}^{2}+\xi _{y}^{2}}}\right)}{\sqrt {\xi _{x}^{2}+\xi _{y}^{2}}}}}         | {\displaystyle \displaystyle {\frac {J_{1}\left({\sqrt {\omega _{x}^{2}+\omega _{y}^{2}}}\right)}{\sqrt {\omega _{x}^{2}+\omega _{y}^{2}}}}}                           | {\displaystyle \displaystyle {\frac {2\pi J_{1}\left({\sqrt {\nu _{x}^{2}+\nu _{y}^{2}}}\right)}{\sqrt {\nu _{x}^{2}+\nu _{y}^{2}}}}}    |

Observații
La 400: Variabilele ξx, ξy, ωx, ωy, νx și νy sunt numere reale. Integrarea se face pe întregul plan.
La 401: Ambele funcții sunt Gaussiene,care pot să nu aibă volum unitate.
La 402: Funcția este definită pe cercul(r)=1 0≤r≤1, și este 0 în afara lui. Aceasta este o distribuție Airy și se exprimă folosind J1 (funcția Bessel de speța I și ordinul 1). (Stein & Weiss 1971, Thm. IV.3.3)

### Formule pentru funcții generalen-dimensionale
|     | Funcție                                                                                | Transformata Fourier unitară, frecvență ordinară | Transformata Fourier unitară, frecvență unghiulară | frecvență Fourier neunitară, frecvență unghiulară |
| --- | -------------------------------------------------------------------------------------- | --- | --- | --- |
| 500 | {\displaystyle \displaystyle f(x)\,}                                                   | {\displaystyle \displaystyle {\hat {f}}(\xi )=} {\displaystyle \displaystyle \int _{\mathbb {R} ^{n}}f(x)e^{-2\pi ix\cdot \xi }\,d^{n}x}                    | {\displaystyle \displaystyle {\hat {f}}(\omega )=}{\displaystyle \displaystyle {\frac {1}{{(2\pi )}^{(n/2)}}}\int _{\mathbb {R} ^{n}}f(x)e^{-i\omega \cdot x}\,d^{n}x} | {\displaystyle \displaystyle {\hat {f}}(\nu )=} {\displaystyle \displaystyle \int _{\mathbb {R} ^{n}}f(x)e^{-ix\cdot \nu }\,d^{n}x}                                                |
| 501 | {\displaystyle \displaystyle \chi _{[0,1]}(\|x\|)(1-\|x\|^{2})^{\delta }}              | {\displaystyle \displaystyle \pi ^{-\delta }\Gamma (\delta +1)\|\xi \|^{-(n/2)-\delta }} {\displaystyle \displaystyle \cdot J_{n/2+\delta }(2\pi \|\xi \|)} | {\displaystyle \displaystyle 2^{-\delta }\Gamma (\delta +1)\left\|\omega \right\|^{-(n/2)-\delta }} {\displaystyle \displaystyle \cdot J_{n/2+\delta }(\|\omega \|)}   | {\displaystyle \displaystyle \pi ^{-\delta }\Gamma (\delta +1)\left\|{\frac {\nu }{2\pi }}\right\|^{-(n/2)-\delta }} {\displaystyle \displaystyle \cdot J_{n/2+\delta }(\|\nu \|)} |
| 502 | {\displaystyle \displaystyle \|x\|^{-\alpha },\quad 0<\operatorname {Re} \,\alpha <n.} | {\displaystyle \displaystyle c_{\alpha }\|\xi \|^{-(n-\alpha )}}                                                                                            | | |

Observații
La  501:
Funcția χ[0,1] este funcția indicator pe intervalul [0, 1]. Funcția Γ(x) este funcția gamma. Funcția Jn/2 + δ este o funcție Bessel de speța I, de ordin n/2 + δ.  Luând n = 2 și δ = 0 se obține 402. (Stein & Weiss 1971, Thm. 4.13)
La 502:
Vezi potențial Riesz. Formula este valabilă și pentru toate valorile α ≠ −n, −n − 1, ... prin continuitate analitică, dar atunci funcția și transformata ei Fourier trebuie înțeleasă ca distribuție temperată regulată convenabilă. Vezi distribuție omogenă.